# Mimosa pudica
La sensitiva (Mimosa pudica L.) è una pianta appartenente alla famiglia delle Fabacee.
Deve il nome comune alla sua capacità di rispondere a stimoli tattili o alle vibrazioni richiudendo le foglie su se stesse (tigmonastia).

## Descrizione
È una pianta perenne con fusto semilegnoso, i cui rami dotati di spine, soprattutto quelli più prossimi alle radici, tendono ad uno sviluppo sempre più legnoso con l'avanzare dell'età della pianta. Forma piccoli arbusti che possono raggiungere 1 metro di altezza, sebbene comunemente non superino i 15–45 cm. Le foglie sono paripennate, composte da 12-25 paia di foglioline, dal colore verde acceso.
I fiori sono attinomorfi, con corolla composta da 4 o 5 petali, piccoli e ridotti, e con numerosi stami allungati, che formano un'infiorescenza di colore rosa, del diametro di circa un centimetro, con un caratteristico aspetto piumoso.
Il frutto è un baccello irsuto lungo circa 2 cm, che contiene da 2 a 4 semi tondeggianti del diametro di circa 2 mm, di colore bruno.

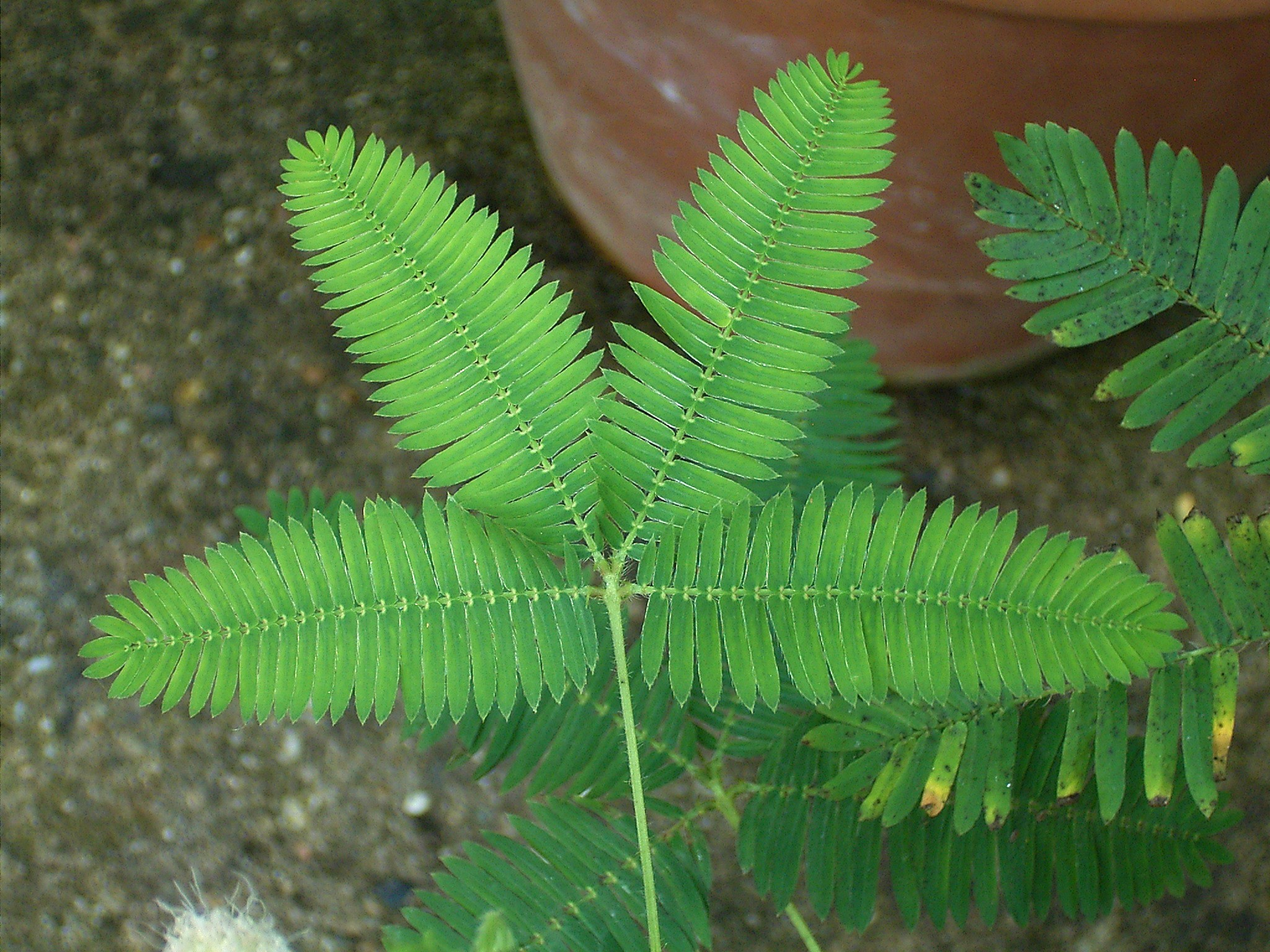
Foglie
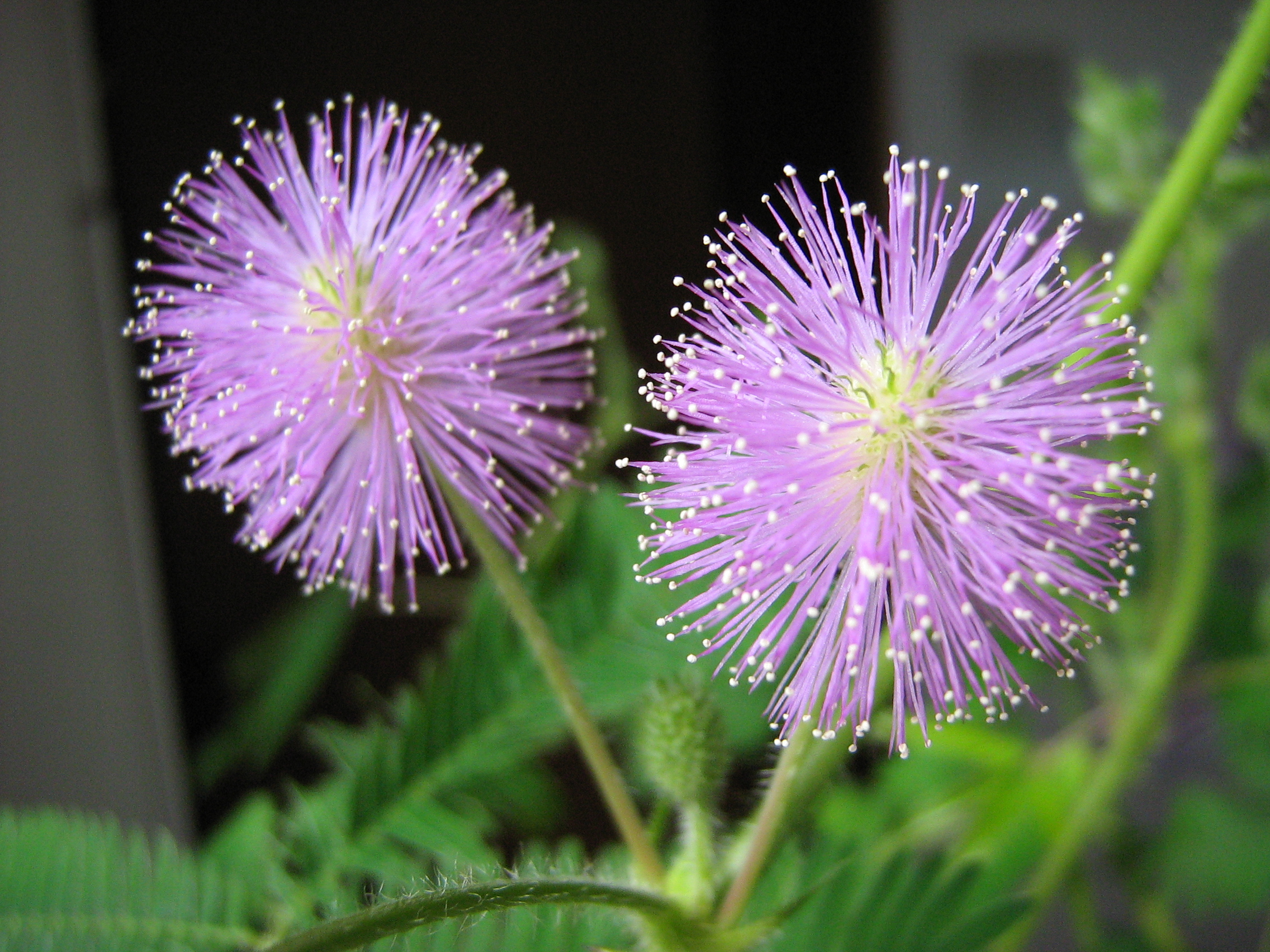
Infiorescenza
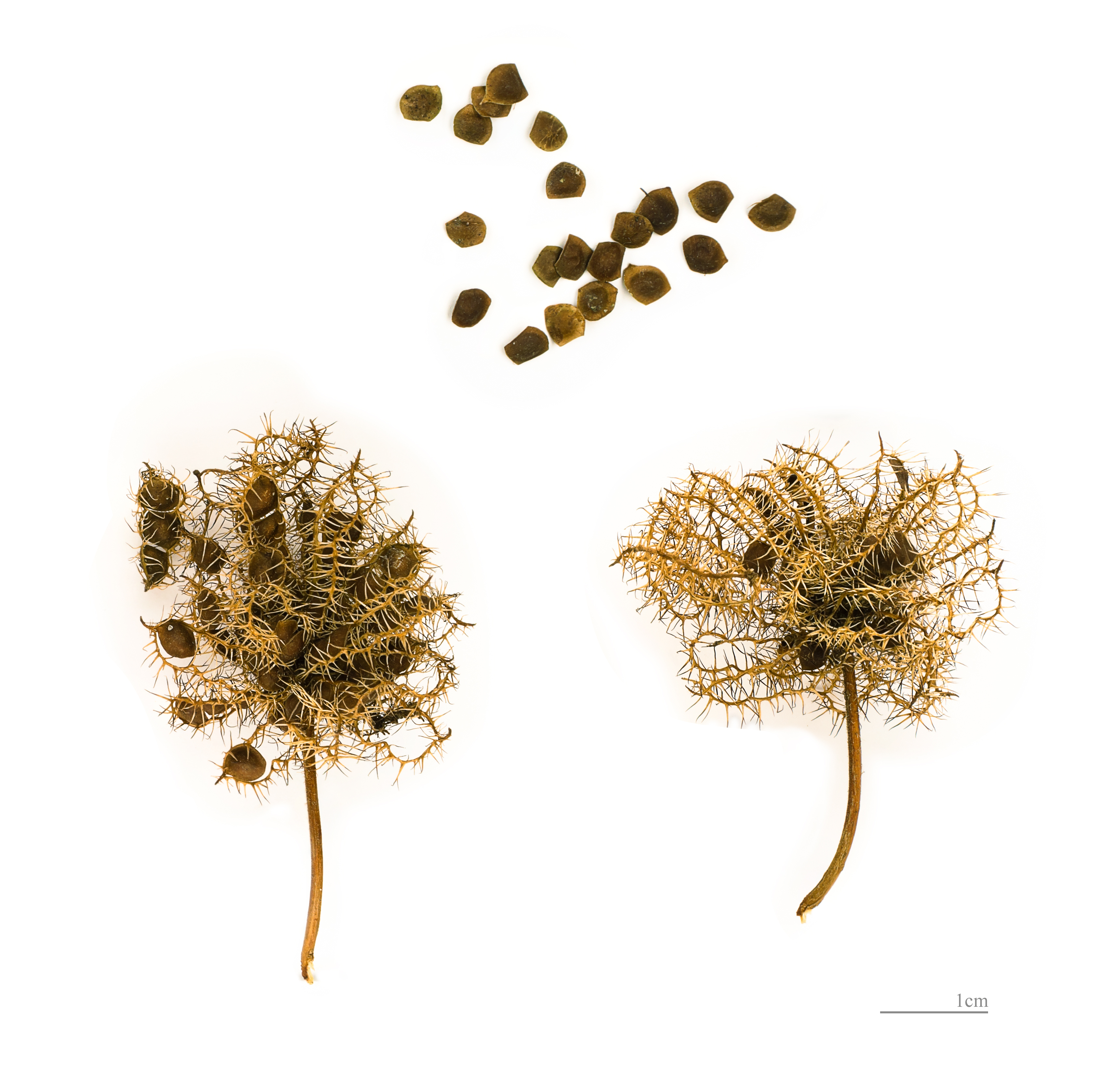
Semi

## Biologia

### Sensibilità

Chiusura delle foglie di Mimosa pudica in seguito a stimolo tattile.

Una caratteristica immediatamente evidente di questa pianta è la contrazione immediata delle sue foglie al minimo stimolo tattile, che causa anche un abbassamento dei rami più sottili. Questo movimento è definito tigmonastia.

I movimenti serali e notturni delle foglie si conoscono come nictinastia, e sono un esempio ben descritto di un ritmo circadiano vegetale regolato dalla luce. Il cambio di angolazione delle foglie paripennate è provocato dal cambio di turgore cellulare del pulvino, una struttura specializzata alla base del picciolo; in pratica un meccanismo provocato per osmosi. La diffusione di ioni di K+ fa sì che la soluzione interna risulti ipertonica rispetto all'esterna e che si produca così un turgore cellulare. A seconda che esso abbia luogo nelle cellule flessorie o estensorie, le pinne delle foglie si aprono o si chiudono.
Il meccanismo si presenta ottimale come difesa contro i predatori che al ripiegarsi delle foglie si ritroveranno di fronte a una pianta apparentemente marcia, ma è anche funzionale alla limitazione di perdita di liquidi utili durante le ore di caldo eccessivo o per proteggersi dal vento riducendo la superficie esposta.

## Distribuzione e habitat
La mimosa pudica è una pianta originaria dell'America Latina (America centrale, Sud America settentrionale e Caraibi). È stata introdotta e naturalizzata in numerosi altri paesi della fascia tropicale di Africa, Asia e Oceania, divenendo talvolta una specie invasiva.

## Coltivazione
È una pianta che tende ad occupare rapidamente tutto lo spazio a sua disposizione, quindi è importante che, se coltivata in vaso, le venga dato il giusto spazio. Al chiuso così come all'aperto non richiede attenzione eccessiva, cresce con grande facilità in quasi qualunque tipo di terreno, ha però bisogno di irrigazioni frequenti, in caso contrario le foglie tenderanno ad ingiallirsi ed a mantenersi chiuse su se stesse.
Non tollera le temperature molto basse, soprattutto il gelo, e cresce in maniera ottimale a temperature superiori a 20 gradi centigradi.
L'esposizione alla luce deve essere elevata, ma non diretta, e proprio da essa dipenderà il comportamento delle foglie durante tutto l'arco della giornata.
Non ha molti nemici naturali e difficilmente viene attaccata, anche grazie alla sua particolare tecnica difensiva, seppure l'esposizione esagerata al sole può portare l'arrivo del ragnetto rosso ed il ristagno dell'acqua nella terra può provocare danni molto importanti alle radici.

### Riproduzione
La propagazione della mimosa pudica è molto semplice, sebbene lenta rispetto a molte altre specie di piante. È possibile riprodurla per talea, direttamente in terra vista la natura semilegnosa: la radicazione comporterà un'attesa di circa 4-6 settimane in cui il vaso dovrà mantenersi in un luogo umido, a mezz'ombra, ma allo stesso tempo caldo.
Per niente complicata anche la propagazione per seme, estraibile dai numerosi baccelli prodotti dalla pianta stessa e contenenti in media fra i tre ed i cinque semi; una volta lasciato seccare il baccello sarà sufficiente estrarne il contenuto ed interrarlo a pochi millimetri dalla superficie. Si consiglia di ottenere la germinazione, che richiederà tre o quattro settimane, in piccoli vasi e di trapiantare le nuove nate quando avranno raggiunto gli 8-10 centimetri d'altezza. Durante questo processo è importante mantenere la terra ben irrigata ed una buona esposizione alla luce, non comunque diretta, né troppo intensa perché le piante, appena nate, saranno molto fragili. Le prime foglie, molto piccole e composte da non più di 4-6 foglioline parallele fra di loro, sono già caratterizzate dalla forte sensibilità tipica di questa pianta e si richiudono al tocco e nelle ore notturne.